# 고다정
고다정(일본어: 甲田町)은 일본 히로시마현 다카타군에 존재했던 정이다.
2004년 3월 1일, 다카타군 야치요정, 미도리정, 요시다정, 다카미야정, 무카이하라정과 신설합병으로 성립한 아키타카타시로 전환되면서 고다정은 소멸하였다. 

## 역사
- 1889년 4월 1일 - 시정촌 시행으로 고다정역에 해당하는 다카타군에 속했던 오다촌, 고다라촌이 성립하였다.
- 1926년 1월 1일 - 고다라촌이 정으로 승격해 고다라정이 되었다.
- 2004년 3월 1일 - 다카타군의 전 6정이 합병 (신설합병)해 아키타카타시가 성립함에 따라 소멸, 동시에 다카타군도 소멸하였다.

## 교통

### 철도
- 서일본 여객철도
  - 게이비 선
  - 산코 선

### 도로
- 주고쿠 자동차도
- 국도 제54호선
- 국도 제183호선